# Scott Douglas Altman
Scott Douglas Altman (* 15. August 1959 in Lincoln, Illinois, USA) ist ein ehemaliger US-amerikanischer Testpilot und Astronaut.

## Ausbildung
Altman schloss 1977 die Pekin Community High School in Pekin (Illinois) ab und beendete vier Jahre später sein Bachelor-Studium in Luft- und Raumfahrttechnik an der University of Illinois. 1990 erwarb er ein Master-Diplom als Luftfahrtingenieur an der Naval Postgraduate School in Monterey (Kalifornien).

## Militärische Ausbildung
Altman trat im August 1981 im Rang eines Fähnrichs in die U.S. Navy ein. Er bekam seine Pilotenschwingen im Februar 1983 verliehen und flog dann das Kampfflugzeug Grumman F-14 in der „Fighter Squadron 51“ auf dem Navy-Stützpunkt Naval Air Station Miramar. Im August 1987 wurde Altman an die Testpilotenschule „United States Navy Fighter Weapons School“ (besser bekannt unter dem Namen „Top Gun“) versetzt. Altman schloss die Schule im Juni 1990 mit Auszeichnung ab. Danach arbeitete er zwei Jahre als Testpilot an verschiedenen F-14-Projekten, bevor er den ersten Einsatz der damals neuen F-14D als Wartungs- und Operationsoffizier begleitete. Für seine Rolle während der Operation Southern Watch wurde ihm die „Navy Air Medal“ verliehen. Kurz nach seiner Rückkehr aus dem Irak wurde Altman für das Astronautenprogramm ausgewählt. Er hat über 5000 Flugstunden auf mehr als 40 verschiedenen Flugzeugtypen geflogen.
Altman flog die meisten Flugszenen, die im Film Top Gun zu sehen sind.

## Raumflüge
Bei seinen ersten zwei Raumflügen mit STS-90 und STS-106 arbeitete er als Pilot, bei seinem dritten und vierten mit STS-109 und STS-125 als Kommandant.

### STS-90
Am 17. April 1998 (18:19 UTC) startete die Mission von der Startrampe 39-B des Kennedy Space Centers (KSC) in eine Bahnhöhe von 278 km. Es wurden 31 Experimente (unter anderem an Ratten) durchgeführt, um zu sehen, wie sich die Schwerelosigkeit auf das Nervensystem auswirkt, wobei erstmals lebendige Tiere während eines Raumfluges operiert wurden. Nach 15 Tagen, 21 Stunden und 50 Minuten landete die Mission am 3. Mai 1998 um 16:09 UTC wieder im Kennedy Space Center.

### STS-106
Am 8. September 2000  startete die Mission von der Startrampe 39-B des KSC in eine Bahnhöhe von 328 km, um die Internationale Raumstation (ISS) mit Gebrauchsgegenständen, wie z. B. einer Toilette auszurüsten. Nach dem Andocken an die ISS machten am 11. September 2000 Juri Iwanowitsch Malentschenko und Edward Tsang Lu eine EVA von sechs Stunden und 15 Minuten Dauer, um zwischen den ISS-Modulen Swesda und Sarja ein Kabel zu verlegen. Am 20. September 2000 um 7:58 UTC landete die Mission nach elf Tagen, 19 Stunden und 12 Minuten auf Cape Canaveral.

### STS-109
Am 1. März 2002 startete die Mission von der Startrampe 39-A des KSC in eine Bahnhöhe von 470 km. Es war das vierte „Hubble Space Telescope Servicing“. Am 4. März 2002 machten John Mace Grunsfeld und Richard Michael Linnehan eine EVA von sieben Stunden und einer Minuten Dauer, um das Hubble-Weltraumteleskop mit einem Sonnensegel neuester Generation an der Steuerbordseite zu versehen. Die zweite EVA machten James Hansen Newman und Michael James Massimino am 5. März sieben Stunden und 16 Minuten lang, um auch das zweite Sonnensegel und eines von vier Reaction Wheel Assemblies auszutauschen. Die dritte EVA übernahmen wieder Grunsfeld und Linnehan einen Tag später, um ein Stromversorgungselement auszutauschen, was sechs Stunden und 48 Minuten beanspruchte. Die vierte EVA am 7. März  benötigte sieben Stunden und 30 Minuten. Newman und Massimino unternahmen sie, um die Faint Object Camera durch eine neue Ultraviolettkamera zu ersetzen und um eine Elektrobox für das Kühlaggregat der NICIMOS-Infrarotkamera zu installieren. Am 8. März machten Grunsfeld und Massimino eine letzte EVA von sieben Stunden und zwanzig Minuten Dauer, um ein Kühlaggregat für NICIMOS zu installieren und das alte Kühlaggregat auszutauschen. Nach zehn Tagen, 22 Stunden und zehn Minuten landete die Mission am 12. März 2002 am Cape Canaveral.

### STS-125
Als Kommandant von STS-125 leitete Altman die fünfte und letzte Wartungs- und Reparaturmission zum Hubble-Weltraumteleskop. Der Start erfolgte am 11. Mai 2009, die Landung am 24. Mai 2009 auf der Edwards Air Force Base.

## Nach der NASA
Zum 1. September 2010 schied Altman aus der NASA aus und übernahm als Vizepräsident den Bereich der Strategischen Planung der Firma ASRC Research and Technology Solutions (ARTS) in Greenbelt, Maryland.

## Privates
Altman ist verheiratet und hat drei Kinder.